# Kupjansk
Kupjansk (ukrainisch Куп'янськ; russisch Купянск Kupjansk) ist eine Stadt im Osten der ukrainischen Oblast Charkiw mit zurzeit etwa 1600 Einwohnern (2024). Kupjansk ist nach Charkiw der zweitgrößte Eisenbahnknotenpunkt der Oblast an der 1896 eröffneten Eisenbahnstrecke Belgorod (Russland)–Kupjansk.
Die Stadt ist das administrative Zentrum des gleichnamigen Rajons Kupjansk, war jedoch bis Juli 2020 selbst kein Teil von ihm.

## Geographie
Die Stadt liegt am Oskil, einem linken Nebenfluss des Donez, 124 km südöstlich von Charkiw und 40 km vor der russischen Grenze.
Die Stadt ist ein wichtiger Eisenbahnknotenpunkt, durch den Ort führen die Bahnstrecke Charkiw–Balaschow und Bahnstrecke Sumy–Horliwka sowie von diesen abzweigend die Bahnstrecke Kupjansk–Swjatohirsk der Piwdenna-Salisnyzja-Eisenbahngesellschaft, welche auch eine von 4 Eisenbahndirektionen im Ort betreibt.

## Geschichte

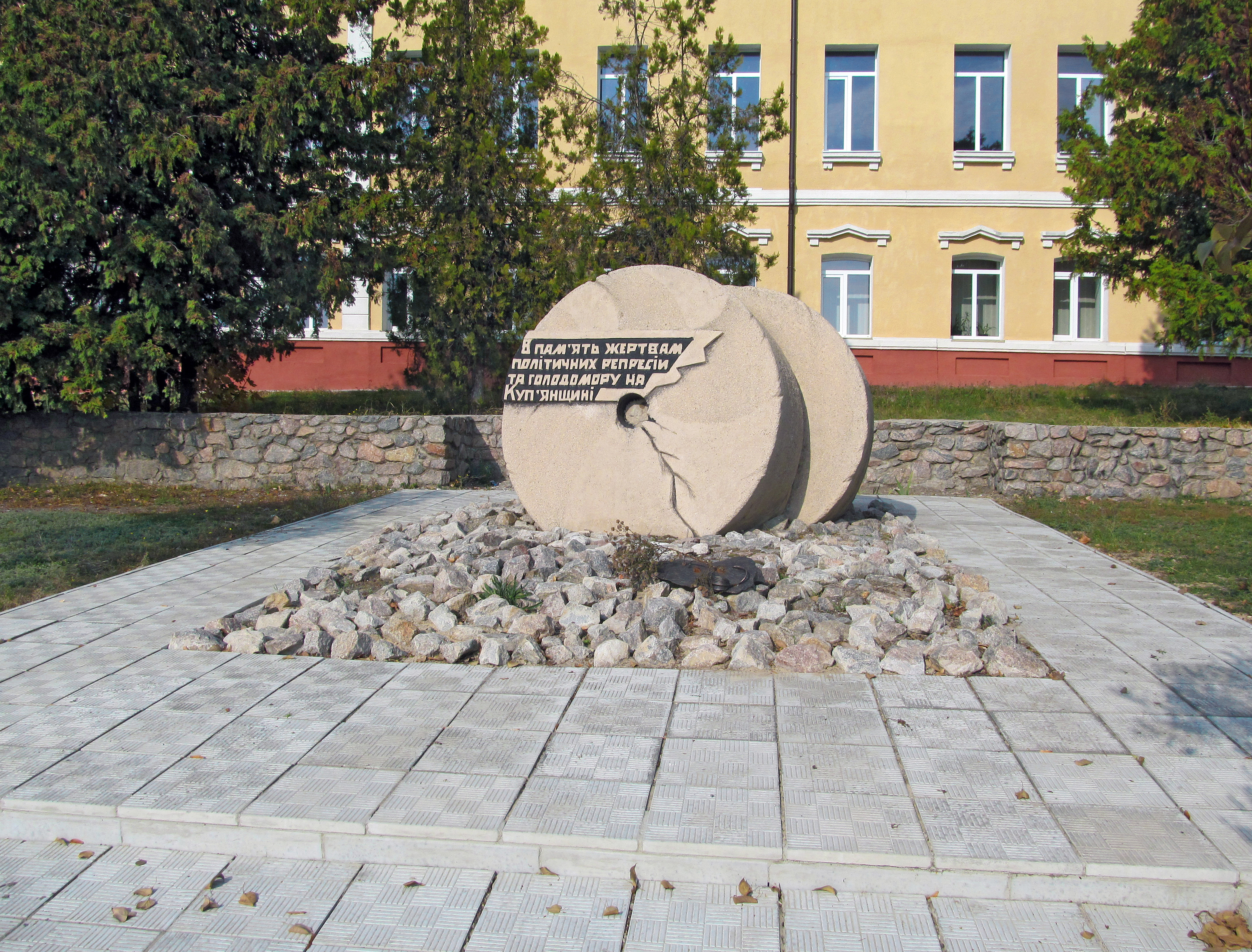
Mahnmal für die Opfer politischer Repressionen und des Holodomor

Kupjansk wurde 1655 gegründet und hat seit 1779 den Status einer Stadt. Seit 1780 gehörte Kupjansk zum Gouvernement Woronesch. Im 19. Jahrhundert war die Stadt das Verwaltungszentrum des Ujesd Kupjansk im Gouvernement Charkow.
Kupjansk wurde am 24. Juni 1942 von Truppen der Wehrmacht besetzt. Die Wehrmacht begann vier Tage später auf einer 100 Kilometer breiten Front zwischen Orel und Kupjansk die erste Phase ihrer Sommeroffensive. Sowjetische Truppen begannen am 13. Januar 1943 die Woronesch-Charkiwer Operation und eroberten am 3. Februar 1943 in deren dritter Phase (Operation Swesda) Kupjansk zurück (siehe auch Geschichte der Ukraine während des Zweiten Weltkriegs).
1991 erlangte die Ukraine im Zuge der Auflösung der Sowjetunion die staatliche Unabhängigkeit.
Russische Truppen besetzten Kupjansk am 27. Februar 2022, drei Tage nach dem Beginn des russischen Überfalls auf die Ukraine. Kupjansk war ein wichtiger Verkehrsknotenpunkt für die Versorgung der damals vorrückenden russischen Streitkräfte. Ukrainische Streitkräfte begannen Ende August eine Gegenoffensive; am 10. September 2022 eroberten sie die Stadt zurück. Die östlich des Oskils gelegenen Stadtteile wurden am 16. September 2022 durch ukrainische Truppen zurückerobert. Angesichts der erneut vorrückenden russischen Truppen forderte die ukrainische Regierung die Bewohner im August 2023 auf, Kupjansk zu verlassen. Etwa 7500 Einwohner der Stadt und des Rajons Kupjansk waren der Evakuierung im Jahr 2023 nicht gefolgt. Im Februar 2024 hatten die russischen Streitkräfte nach Angaben des ukrainischen Militärs 40.000 Soldaten, 500 Panzer und 600 weitere Militärfahrzeuge in der Nähe von Kupjansk zusammengezogen. Der etwa sieben bis zehn Kilometer entfernte, im Nordwesten von Kupjansk liegende Ort Synkiwka war im Winter 2023/24 besonders umkämpft und Stand Februar 2024 noch unter Kontrolle ukrainischer Truppen. Zur Verteidigung von Kupjansk gruben ukrainische Soldaten in den Wäldern nördlich (zwischen Lyman und Kuplansk) und östlich von Kupjansk (bei Podoly und Kucherivka) Stellungen und Schützengräben. Im Juli 2024 berichteten ukrainische Frontsoldaten, dass russische Truppen seit zwei Monaten täglich versuchten, trotz hoher Verluste, an diesem Frontabschnitt durchzubrechen. Mitte Oktober ordnete der ukrainische Staat die Evakuierung von Kupjansk und weiterer Ortschaften in der Umgebung an. Im Gegensatz zur Evakuierungsaufforderung im Vorjahr war die Evakuierung im Herbst 2024 verpflichtend. Die etwa 7000 zur Evakuierung aufgeforderten Zivilisten sollten in der Großstadt Charkiw untergebracht werden. Der Gouverneur der Oblast Charkiw, Oleh Synjehubow, begründete die verpflichtende Evakuierung mit dem Umstand, dass die Strom-, Wärme- und Wasserversorgung im Winter 2024/25 aufgrund des russischen Beschusses und aufgrund russischer Offensivbemühungen nicht garantiert werden könne.

## Verwaltungsgliederung
Am 12. Juni 2020 wurde die Stadt zum Zentrum der neugegründeten Stadtgemeinde Kupjansk (Куп'янська міська громада/Kupjanska miska hromada). Zu dieser zählen auch die 2 Siedlungen städtischen Typs Kiwschariwka und Kupjansk-Wuslowyj sowie die 9 in der untenstehenden Tabelle aufgelisteten Dörfer, bis dahin bildete die Stadt zusammen mit den Siedlungen städtischen Typs Kiwschariwka und Kupjansk-Wuslowyj (als eigenständige Siedlungsgemeinde innerhalb der Stadtratsgemeinde) die gleichnamige Stadtratsgemeinde Kupjansk (Куп'янська міська рада/Kupjanska miska rada) im Zentrum des Rajons Kupjansk.
Am 17. Juli 2020 wurde der Ort selbst ein Teil des Rajons Kupjansk.
Folgende Orte sind neben dem Hauptort Kupjansk Teil der Gemeinde:
| Name                     | Name               | Name                               |
| ukrainisch transkribiert | ukrainisch         | russisch                           |
| ------------------------ | ------------------ | ---------------------------------- |
| Boldyriwka               | Болдирівка         | Болдыревка (Boldyrewka)            |
| Kiwschariwka             | Ківшарівка         | Ковшаровка (Kowscharowka)          |
| Kupjansk-Wuslowyj        | Куп'янськ-Вузловий | Купянск-Узловой (Kupjansk-Uslowoi) |
| Ossadkiwka               | Осадьківка         | Осадьковка (Ossadkowka)            |
| Ossynowo                 | Осиново            | Осиново (Ossinowo)                 |
| Pojduniwka               | Пойдунівка         | Пойдуновка (Poidunowka)            |
| Prystin                  | Пристін            | Пристен (Pristen)                  |
| Prokopiwka               | Прокопівка         | Прокоповка (Prokopowka)            |
| Senjok                   | Сеньок             | Сенек (Senek)                      |
| Stinka                   | Стінка             | Стенка (Stenka)                    |
| Tamarhaniwka             | Тамарганівка       | Тамаргановка (Tamarganowka)        |

## Bevölkerungsentwicklung
| Jahr      | 1897  | 1923  | 1926   | 1939   | 1959   | 1970   | 1979   | 1989   | 2001   | 2010   | 2020   |
| --------- | ----- | ----- | ------ | ------ | ------ | ------ | ------ | ------ | ------ | ------ | ------ |
| Einwohner | 6.893 | 9.952 | 15.109 | 20.961 | 25.644 | 30.055 | 33.860 | 35.001 | 32.449 | 30.014 | 27.584 |

Quelle: 1897–1959,
1970,
1979,
1989–2020
2001 nannten knapp 20 % der Einwohner Russisch als Muttersprache.

## Rajon
Der am 12. April 1923 gegründete und von Kupjansk aus verwaltete Rajon Kupjansk hat eine Fläche von 1280,3 km² und eine Bevölkerung von 29.581 Einwohnern. Die Bevölkerungsdichte des Rajons beträgt 23 Einwohner pro km².

## Persönlichkeiten
- Wladimir Dudinzew (1918–1998), russischer Schriftsteller
- Ruslan Lewyha (* 1983), Fußballspieler
- Lilija Kulyk (* 1987), Dreispringerin
- Natalija Pohrebnjak (* 1988), Sprinterin